# Alpenverein Klagenfurt
Der Alpenverein Klagenfurt (Langform des Vereins: Österreichischer Alpenverein Sektion Klagenfurt) ist mit (Stand: 31. Dezember 2023) 15.755 Mitgliedern die größte Kärntner Alpenvereinssektion und die neuntgrößte des Österreichischen Alpenvereins. Dem Alpenverein Klagenfurt sind die Ortsgruppen Görtschitztal, Pischeldorf, Maria Rain, Friesach und Völkermarkt angeschlossen.

## Hütten
Er betreibt die größte Kärntner Kletterhalle, die Sportkletterarena Waidmannsdorf, und besitzt die drei ÖAV-Hütten und ein Biwak: Glocknerhaus, Klagenfurter Hütte, Fraganter Schutzhaus mit der direkt benachbarten alpinen Dr.-Widder-Jugendherberge und das Otto-Umlauft-Biwak (2987 m) am Klagenfurter Jubiläumsweg in der Goldberggruppe.
Ehemalige Hütten: Salmhütte (heute Sektion Wien), Seebichlhütte (verfallen), Elendhütte, Stouhütte (heute privat), Ursulaberghaus (slow. Koča na Uršlji gori; nach 1918 enteignet; 1942 durch Partisanen niedergebrannt; inzwischen Nachfolgebau der PZS-Sektion Prävali), Jugendherberge Bärental (1944 durch Partisanen niedergebrannt), Bleiburger Hütte auf der Petzen (1943 durch Partisanen niedergebrannt).

## Geschichte
Der Alpenverein Klagenfurt wurde am 27. Februar 1872 gegründet und war die 30. Sektion des Deutschen Alpenvereins, die zweite in Kärnten. Als einer der Mitbegründer gilt der Klagenfurter Buchdrucker und Verlagsbuchhändler Friedrich Vinzenz Leon. Im ersten Jahr hatte der Verein 155 Mitglieder, deren Mitgliedsbeitrag 4,5 Gulden betrug.
1873 beschloss der Verein den Bau des Glocknerhauses, dessen Endfinanzierung durch eine Lotterie erfolgte, und eröffnete es 1876. 1880 wurde der Grund am Fuß der Felswand des Schwertkopfes (2805 m) für die neue Salmhütte angekauft, deren Eröffnung im August 1883 erfolgte. Im selben Jahr übernahm Ferdinand Seeland für zehn Jahre den Sektionsvorsitz.
1897 wurde der Gau (Ortsgruppe) Gmünd zur eigenständigen Sektion.
Im Jahr 1905 stellte die Sektion die Fahrstraße zum Glocknerhaus als erstes Teilstück der Glocknerstraße fertig und in den Jahren 1905 und 1906 wurde mit einem Kostenaufwand von 22.000 Kronen die Klagenfurter Hütte in den Karawanken errichtet. 1912 wurde das Ursulaberghaus auf dem damaligen Dreiländereck der Herzogtümer Kärnten, Krain und Steiermark errichtet.
Nach dem Ersten Weltkrieg musste wegen der neuen Grenzziehung das Ursulaberghaus aufgegeben werden. 1927 erfolgte die Pacht und 1929 der Kauf der Fraganter Hütte. 1930 erfolgte der Bau einer Jugendherberge im Bärental. 1931 verkaufte der Verein das oberste Drittel der von ihm 1905 fertiggestellten Großglocknerstraße an die Großglockner Hochalpenstraßen AG um 300.000 Schilling, die übrigen Abschnitte 1935. 1933 wurde auf der Petzen die Bleiburgerhütte eröffnet.
Während des Krieges brannten Partisanen alle drei Hütten in den Karawanken nieder. Nach dem Krieg stand daher der Wiederaufbau der Klagenfurter Hütte im Vordergrund. Die Bleiburger Hütte und die Bärentaler Jugendherberge wurden aufgegeben.

## Bekannte Mitglieder
- Raimund Pierl: Gründungsmitglied und ab 1912 Vorsitzender
- Max Abuja
- Marcus von Jabornegg-Gamsenegg
- Viktor Paschinger (Victor Paschinger)
- H. Widder
- Otto Umlauft